# Tramlijn Lichtenvoorde - Bocholt

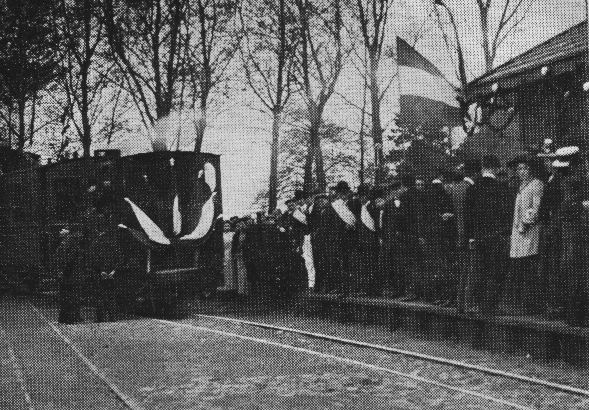
Opening tramstation te Bredevoort in 1910

De tramlijn Lichtenvoorde - Bocholt van de Geldersch-Westfaalsche Stoomtram-Maatschappij (GWSM) liep van Lichtenvoorde via Bredevoort, Aalten, naar Bocholt. De tramlijn had een spoorwijdte van 750 mm (smalspoor). De tram werd met veel feestelijkheden ingewijd op 29 april 1910. In 1953 kwam een einde aan de tramlijn en werden de rails opgebroken.

## Geschiedenis
In 1880 waren er plannen om de tramlijn Lichtenvoorde - Groenlo te verlengen naar Aalten, Varsseveld en Terborg. In 1893 waren er plannen voor een paardentramlijn Groenlo -Lichtenvoorde - Bredevoort - Aalten - Dinxperlo/Bocholt. In 1899 ontstond uiteindelijk het definitieve plan voor twee lijnen met een stoomtram; vanaf het station Lichtenvoorde-Groenlo naar Zeddam en naar Bocholt.
Daarvoor werd in 1905 de Geldersch-Westfaalsche Stoomtram-Maatschappij (GWSM) opgericht met haar kantoor in Lichtenvoorde. In 1908 werd de eerste lijn Lichtenvoorde-Groenlo – Zeddam geopend. In 1910 is de tweede lijn, Lichtenvoorde - Bredevoort - Aalten - Bocholt, geopend. Met de aanleg daarvan was men al in 1909 begonnen, maar de aanleg liep veel vertraging op door een grote overstroming bij Bredevoort dat jaar. Na de opening bleek dat slechts het traject Aalten - Bocholt een succesvol deel van de GWSM was. Echter door het uitbreken van de Eerste Wereldoorlog werd de grensovergang gesloten, waardoor er geen vervoer meer mogelijk was van Aalten naar Bocholt. Toen dit traject in 1915 werd hervat waren er veel minder reizigers dan voorheen en werd in 1916 daardoor zelfs geheel stopgezet.
Vanaf de jaren twintig werden de reizigerdiensten tussen Aalten en Lichtenvoorde veelal met motortrams uitgevoerd tot 1933 toen er bussen van de firma Veldhuis gingen rijden. Na de jaren dertig van de 20e eeuw bleek (behalve tussen Aalten en Bocholt) slechts het goederenvervoer succesvol.
Vanaf Bocholt naar de grens werden de rails in 1937 opgebroken, het gedeelte Station Aalten - grens in 1942. Tot 1953 wist het goederenvervoer per tram zich te handhaven, daarna werden de tramlijnen definitief opgebroken.